# بلاريكوم
بلاريكوم Blaricum  هي مدينة وبلدية بمقاطعة شمال هولندا، هولندا.

## طوبوغرافيا
خريطة طوبوغرافية هولندية لبلدية بلاريكوم، يونيو 2015، (تقرأ بعد ثلاث نقرات على الخريطة).

## أعلام
- آن فلور ديكر
- فينسينت فيرميج
- إلروي بابوت
- روبن فان كامبن
- تون ريختر